# Związek Rad Ludowych
Związek Rad Ludowych – polskie i środkowolitewskie ugrupowanie polityczne o charakterze ludowym. Powstało w środowisku Towarzystwa Straży Kresowej. Do głównych przedstawicieli należeli: Włodzimierz Bochenek, Stanisław Janikowski, Stefan Szwedowski, Stefan Kapuściński i Józef Małowieski. 

## Zarys programu
Ugrupowanie w Sejmie Litwy Środkowej propagowało hasła wcielenia Wileńszczyzny do Polski i umiarkowanego radykalizmu społecznego. Zajmowało centrowe stanowisko dzieląc poglądy społeczne z lewicą, a poglądy na miejsce Wileńszczyzny w odrodzonym państwie polskim z Zespołem Stronnictw i Ugrupowań Narodowych.